# غاوداري كازروني (بشاريات الشرقي)
غاوداري كازروني (بالإنجليزية: Gowdari Kazruni)‏ هي منطقة سكنية تقع في إيران في قسم بشاریات الشرقي الریفي. يقدر عدد سكانها بـ 22 نسمة .